# マッキントッシュの聖母

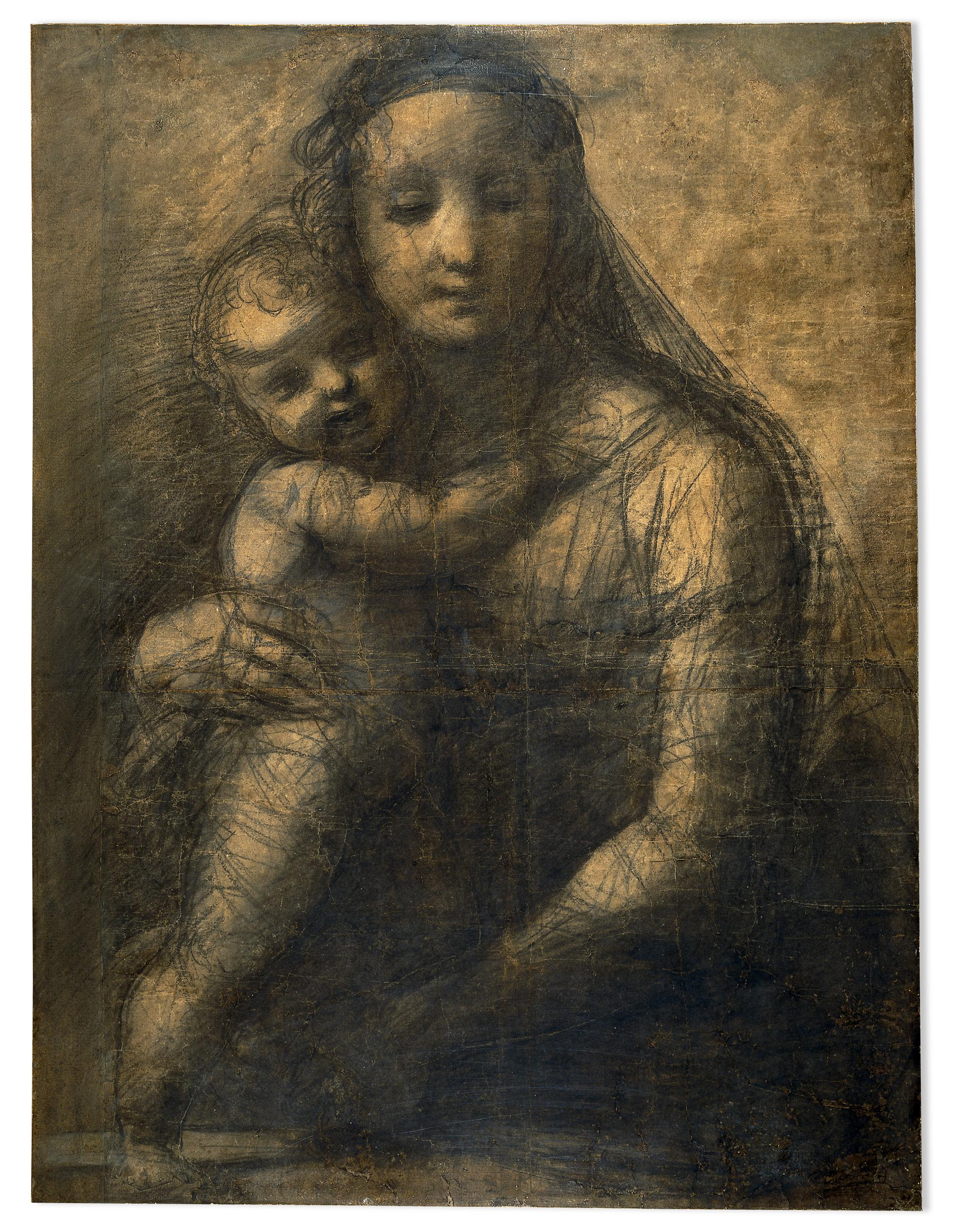
本作品のカルトン。大英博物館所蔵。

『マッキントッシュの聖母』（マッキントッシュのせいぼ、英: The Mackintosh Madonna）あるいは『塔の聖母』（とうのせいぼ、伊: La Madonna della Torre, 英: Madonna of the Tower）として知られる『聖母子』（せいぼし、伊: La Madonna col Bambino, 英: The Madonna and Child）は、盛期ルネサンスのイタリアの巨匠ラファエロ・サンツィオが1509年から1511年に制作した絵画である。油彩。『マッキントッシュの聖母』の名は寄贈者であるエヴァ・マッキントッシュ（Miss Eva Mackintosh）にちなんでおり、一方の『塔の聖母』は画面の中に塔が描かれていることにちなんでいる。現在はロンドンのナショナル・ギャラリーに所蔵されている。また本作品のカルトン（原寸大下絵）の素描が大英博物館に所蔵されている。

## 作品
聖母マリアは田園風景を背にして、幼児のキリストとともに欄干の後に座っている。聖母は左手でキリストの左足を支えながら、右手でキリストを抱き寄せているが、彼女のうつむいた瞳は聖母の陰鬱な気分を示しており、まるでキリストの将来の犠牲についてすでに考えているかのようである。聖母のポーズは同じくナショナル・ギャラリーが所蔵しているラファエロの『カーネーションの聖母』（La Madonna dei Garofani）のねじれたポーズに似ている。幼児のキリストは左足を聖母の左手の上に、右足を欄干の上に置きながら立ち、愛情を込めて母親の首に腕を回して、鑑賞者に微笑んでいる。左側の背景には別名の由来となった塔が描かれている。
制作年代は、ラファエロがヴァチカンで署名の間の壁画を制作していたローマ時代初期（1508年-1511年）にさかのぼる。
もともと絵画は板絵であったが、一部には18世紀に行われたキャンバスへの支持体の変更が原因で甚大な損傷を受けており、塗り直され、損傷する以前の姿はほとんど分からない。しかし大英博物館所蔵の同じく損傷している絵画のカルトンの習作はオリジナルの品質がどのようなものであったかについて、いくらか明らかにしている。
素描の影のある背景は、ラファエロが人物たちを柔らかな雰囲気の黄昏時の薄明りの中に配置しようとしていたことを示しており、レオナルド・ダ・ヴィンチの作品に関連する素描とよく似ている。絵画ではかなり平らに見える聖母子の丸みを帯びた顔の輪郭は、おそらく明暗によって強調されていた。聖母子の特徴は素描でも明確に確認することができ、幼いキリストの喜びに満ちた抱擁と、物思いにふける聖母をより明確に対比させている。息子からわずかに顔をそむける聖母の態度は、彼女がキリストの運命について知悉しており、その死がもたらす恐ろしい悲しみに彼女が耐えていることを表している。
図像的源泉としては、メトロポリタン美術館やボストン美術館に所蔵されている、彫刻家ルカ・デッラ・ロッビアのテラコッタによる聖母子像が指摘されている。

## 影響
本作品はその後たびたび複製されている。大英博物館の素描には損傷した本作品では失われてしまった心理的な深みが残されており、後の芸術家に強く訴えかけた構図の1つであった理由を明らかにしている。本作品のカルトンは、ドメニコ・アルファニが1518年に制作したウンブリア国立美術館所蔵の祭壇画『聖グレゴリウスと聖ニコラスのいる聖母』（Virgin with Saints Gregory and Nicholas）の基礎として用いたと考えられている。アルファニはラファエロと協力しており、祭壇画を描くためにラファエロから構図の素描を送られたことが知られている。
17世紀のイル・サッソフェッラートによる複製『聖母子』（La Madonna col Bambino）がボルゲーゼ美術館に所蔵されている。19世紀には新古典主義の巨匠ドミニク・アングルが青年時代に複製『聖母子』（Vierge à l'Enfant）を制作している。

## 来歴
絵画の来歴の多くは不明であるが、オルレアン・コレクションを構成する絵画の1つであったことが知られている。その後ロンドンで売却され、銀行家・詩人のサミュエル・ロジャースを含む、イギリスのいくつかの個人コレクションに所有された。1906年、所有者のエヴァ・マッキントッシュは絵画をナショナル・ギャラリーに寄贈した。

## ギャラリー

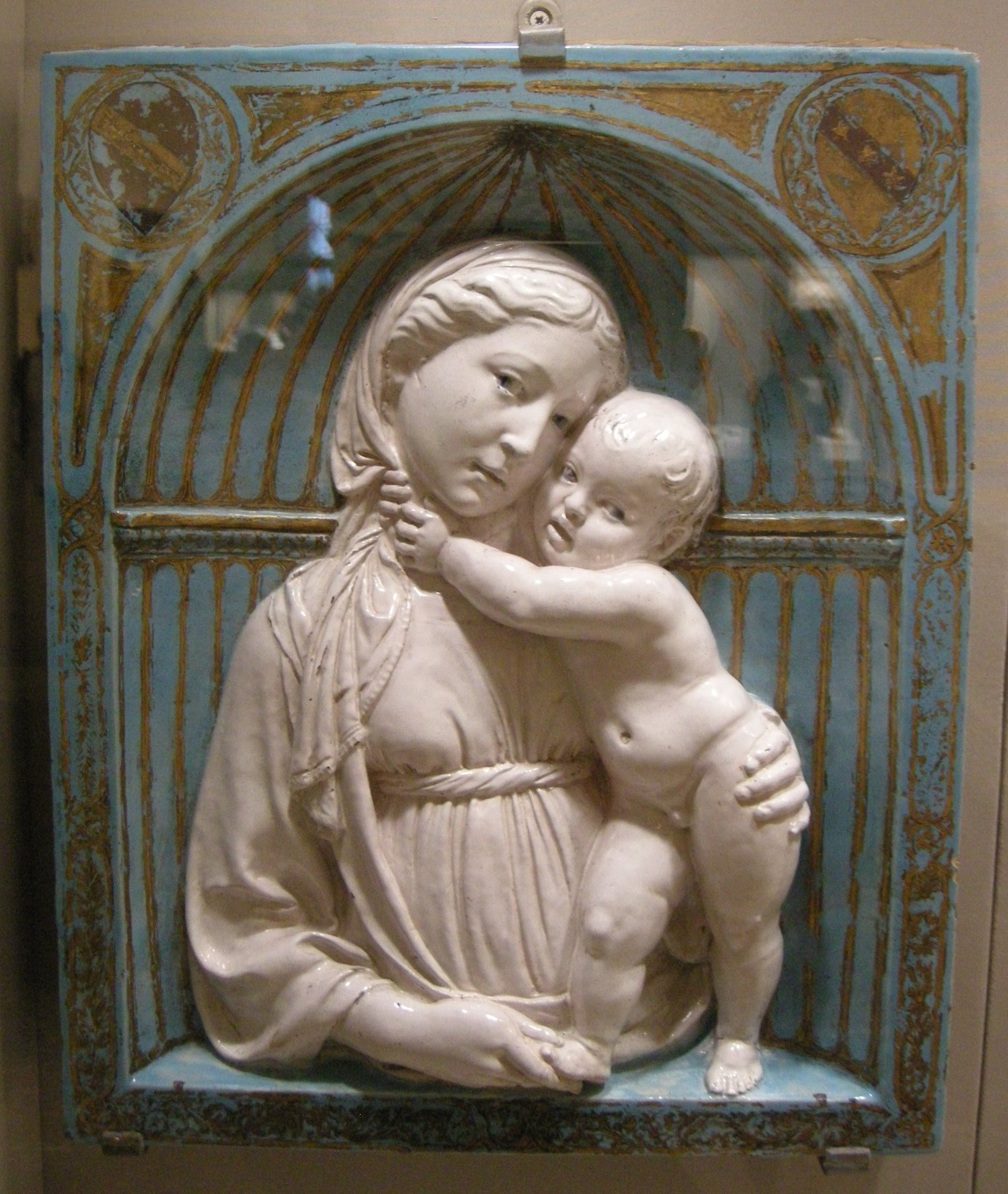
ルカ・デッラ・ロッビア『壁龕の中の聖母子』1460年頃 メトロポリタン美術館所蔵
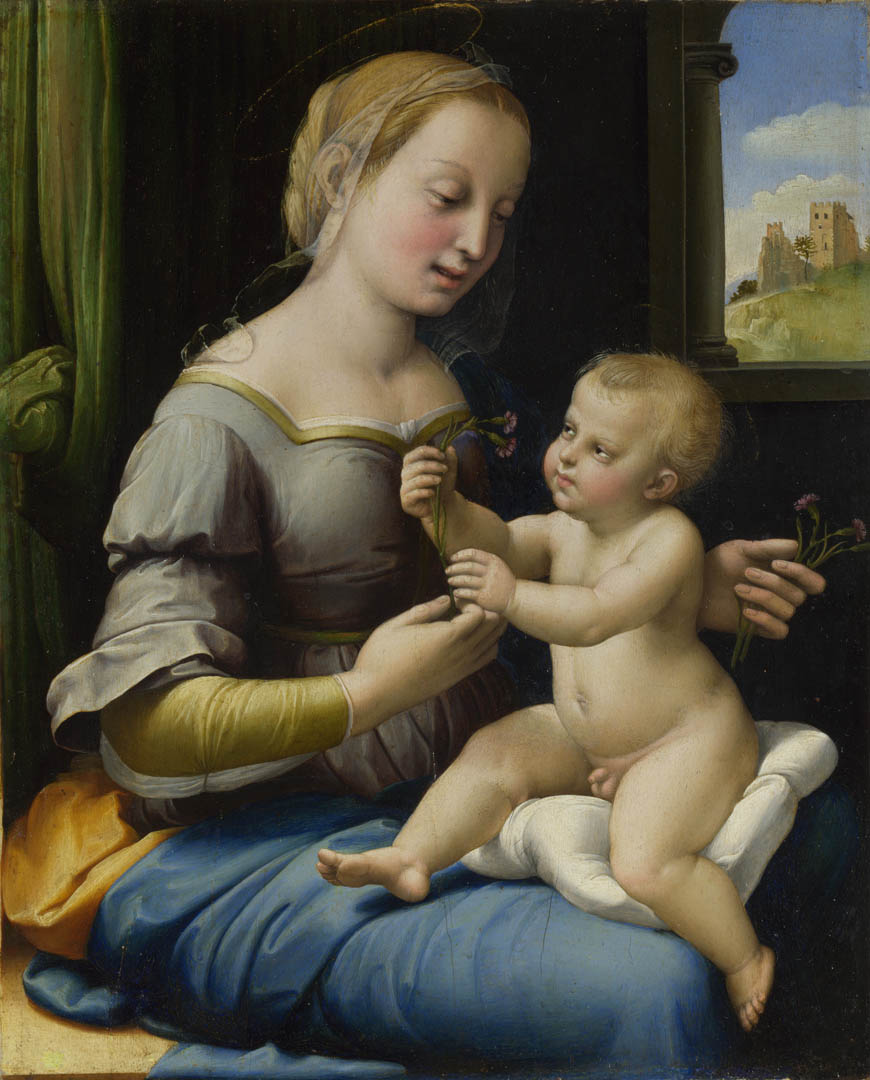
ラファエロ・サンツィオ『カーネーションの聖母』1506年-1507年頃 ナショナル・ギャラリー所蔵
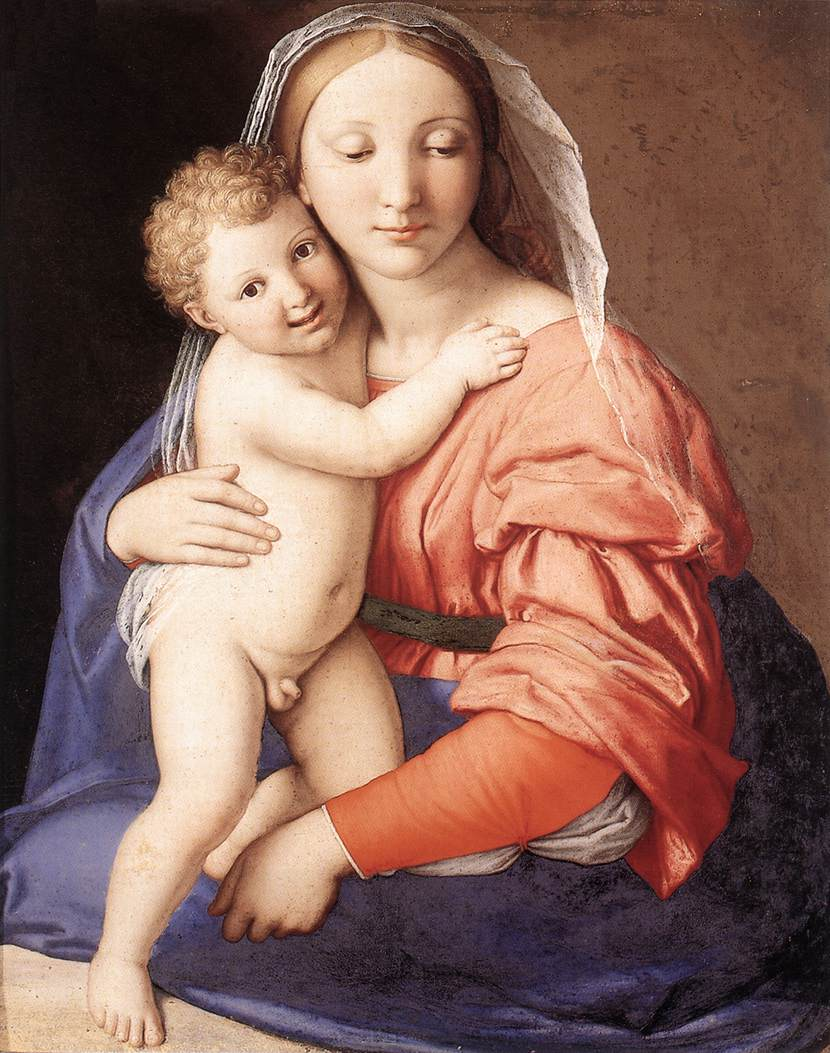
イル・サッソフェッラート『聖母子』1650年頃 ボルゲーゼ美術館所蔵
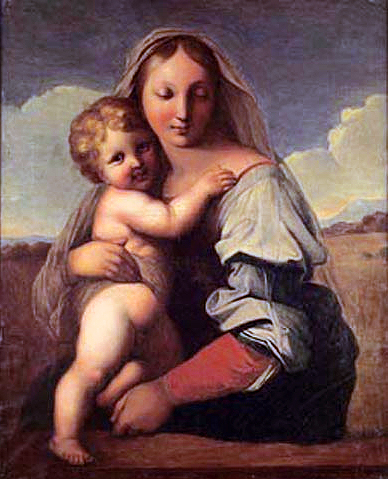
ドミニク・アングル『聖母子』1806年頃 アングル美術館所蔵